# نوید شاهسوندی
نوید شاهسوندی (۱۳۶۴ – ۲ اسفند ۱۳۹۲) اسکی‌باز اهل ایران و عضو تیم اسکی «هایپ» بود و در بخش فری استایل (نمایشی - اسنوبورد) این ورزش فعالیت می‌کرد.

## زندگی‌نامه
نوید شاهسوندی، همکلاسی سامان ویلسون بود و از دوستان اعضای گروه زدبازی بود.

## درگذشت
نوید شاهسوندی، اسکی‌باز ۲۸ ساله ایرانی روز پنجشنبه ۲۴ بهمن ۱۳۹۲، (۱۳ فوریه ۲۰۱۴) در پیست اسکی دیزین دچار حادثه شد وی به «پایه بتونی کابین» برخورد کرد و از ناحیه دست، پا، سر و لگن دچار شکستگی شد. این اسکی‌باز پس از حادثه دچار ایست قلبی شد، اما به کمک یک پزشک که برای اسکی کردن در پیست حضور داشته، قلب او دوباره به تپش افتاد. این اسکی‌باز ایرانی، سپس توسط بالگرد به بیمارستان خمینی تهران منتقل می‌شود، اما در نهایت به خواست خانواده‌اش به بیمارستان پارس تهران انتقال داده می شود.
نوید شاهسوندی در حدود ساعت یک بامداد جمعه ۲ اسفند ۱۳۹۲ دچار مرگ مغزی شد.
مهراد هیدن آهنگ «پس چی شد» را با همراهی «تارا» در اسفند ۱۳۹۲ برای درگذشت نوید شاهسوندی که یکی از دوستان او بود منتشر کرد . همچنین ملانی و چیگورز در خرداد ۱۳۹۵ برای درگذشت و اهدای عضو نوید شاهسوندی آهنگ «آسمونی» را منتشر کردند.

## اهدای اعضا
پس از اعلام مرگ مغزی نوید شاهسوندی، اسکی‌باز ایرانی که در پیست دیزین مصدوم شد، با رضایت پدر او اعضای بدنش برای پیوند به بیماران اهدا شد.